# Carex bilateralis
Espèce
Classification phylogénétique
Carex bilateralis est une espèce de plantes du genre Carex et de la famille des Cyperaceae.